# 아와가촌 (효고현 간자키군)
아와가촌(粟賀村)은 효고현 간자키군에 설치되었던 촌이다. 현재의 가미카와정에 해당한다.